# Paul Mecet
Paul Mecet (nume la naștere Paul Ciuciumiș, n. 13 aprilie 1961, București) este un pictor român.

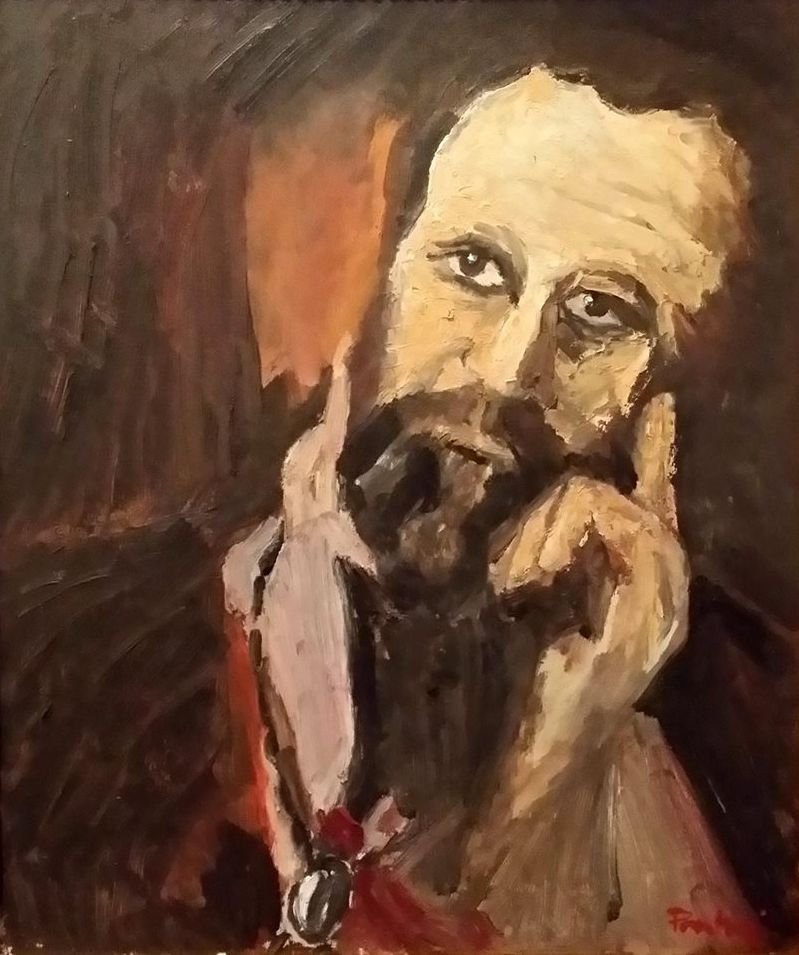
Paul Mecet, portret de Valeriu Pantazi

## Date biografice
Este singurul copil al lui Ion Ciuciumiș, muncitor provenit dintr-o familie de țărani din Comuna Orlea, Olt, localitate situată în apropierea orașului Corabia. Mama lui, Elena (n. Ungureanu), provenea dintr-o familie numeroasă, unsprezece frați, din Comuna Trușești, Botoșani.
Școala primară și gimnazială o urmează la Școala Generală nr. 51 (azi Colegiul Economic A. D. Xenopol).
Se înscrie in 1981 la cursurile Școlii Populare de Artă din București. Studiază sub îndrumarea atentă a profesoarei Dorotea Botez. Își perfecționează tehnica, desenează, pictează, expune împreună cu colegii.
În anul 2001 încurajat și sprijinit de familia Florescu (Prof.Av. Gheorghe Florescu și ziarista Nicoleta Dendu Florescu) deschide la Sala Radio prima expoziție personală. Îl are ca invitat pe criticul de artă Gheorghe Vida care apreciază lucrările expuse și primind un răspuns favorabil și din partea publicului vizitator, pictorul Paul Ciuciumiș se simte motivat să se concentreze și mai mult pe munca asiduă din atelierul ce începea să devină neîncăpător pentru operele sale.
Anul 2010 marchează maturizarea sa artistică. Îl cunoaște pe pictorul și scriitorul Valeriu Pantazi, vecin cu el pe Strada Mecet, care în scurt timp, prin impactul pe care îl are asupra sa îi devine un adevărat mentor și prieten . 
„Pictorul Paul Mecet Ciuciumiș m-a surprins de la prima vizită în atelierul său misterios, plin de portrete și obiecte vechi, râvnite de mulți colecționari. Pictate cu mare minuție și talent, lucrările sale mă duceau cu mintea către un panopticum sacerdotal care fixa timpul într-o eternitate a imaginii. După aproape un an de colaborare colegială, pictorul a început să-și diversifice temele cu aceeași măiestrie de bijutier, în frumoase naturi statice, peisaje insolite și mai ales în lucrările cu flori de o mare spontaneitate, pline de lumină și culoare, demonstrând o vocație sigură și un talent ajuns la maturitate.”—Valeriu Pantazi
În anul 2011 la recomandarea pictoriței Cristina Liu, vicepreședinte al Asociației Artiștilor Plastici din București, aplică și este admis în această asociație.
Anul  2013 debutează cu participarea în Ianuarie la Salonul Internațional de Artă Plastică, editia aV-a, expoziție găzduită de Sala Theodor Pallady a Bibliotecii Academiei Române.

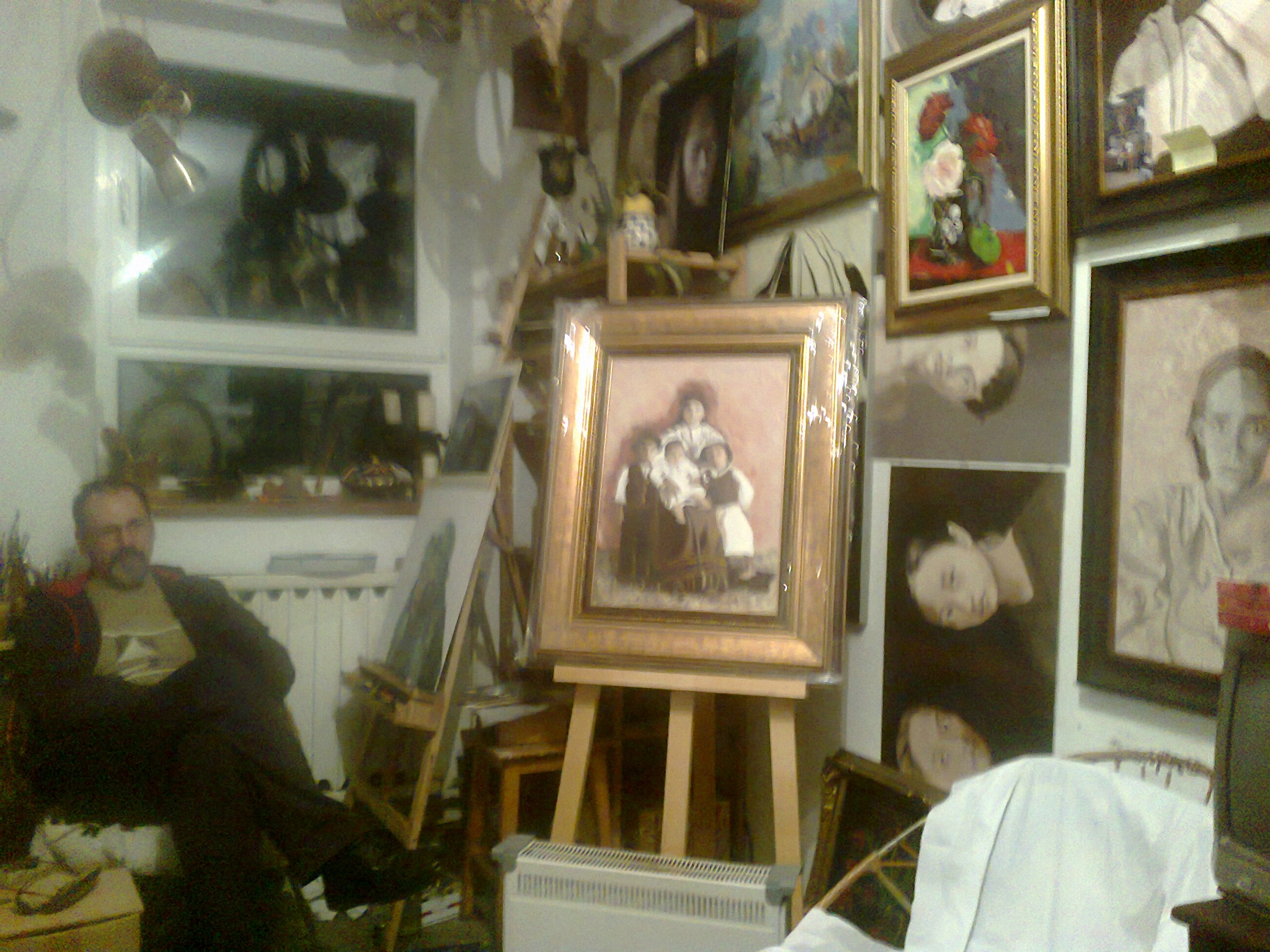
Atelier 1
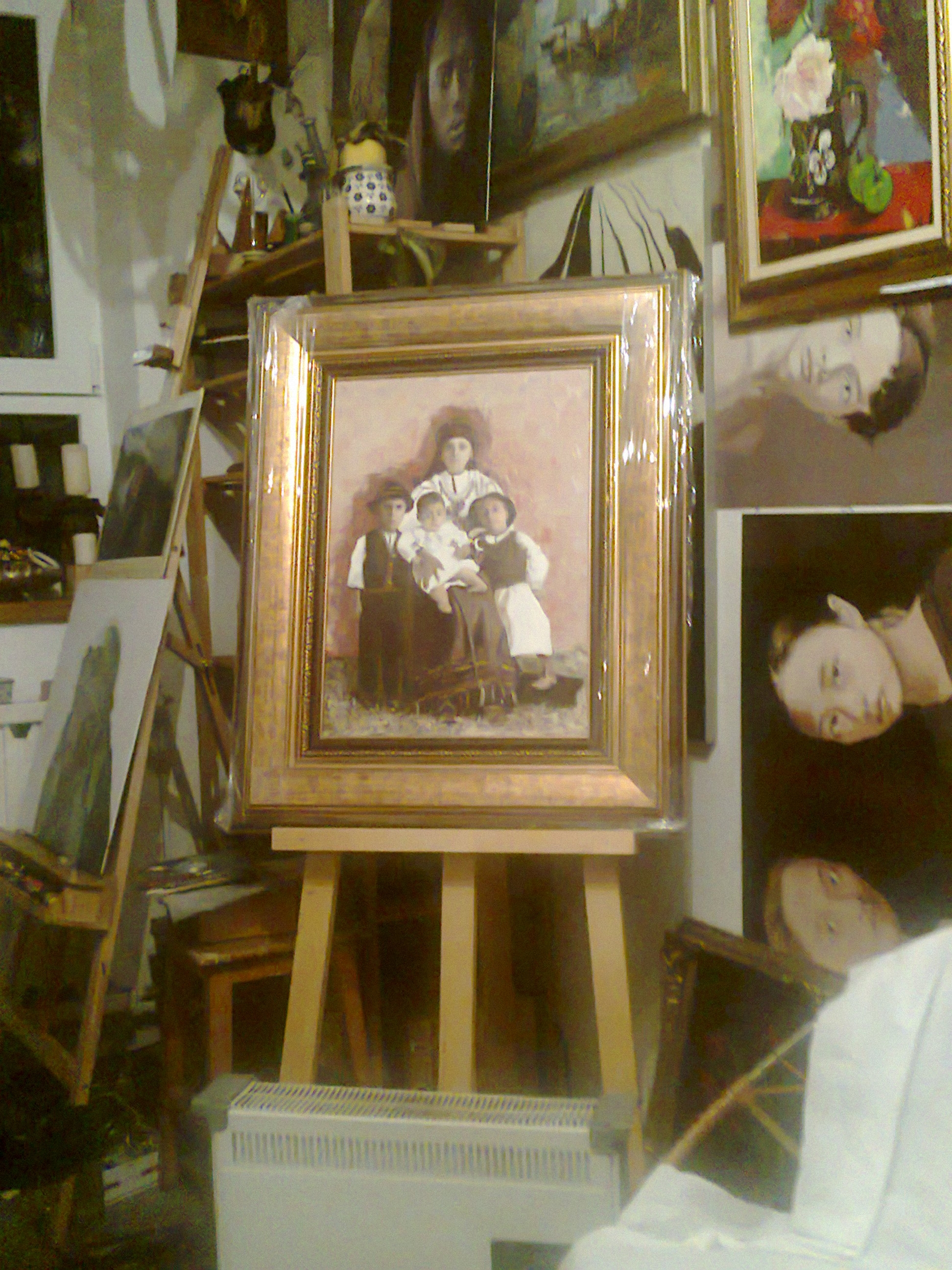
Atelierul pictorului
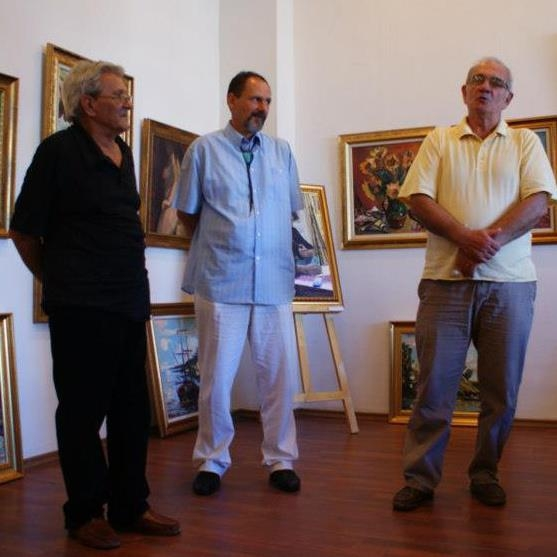
Vernisaj 9 septembrie 2012 Galeria Metopa din Pitești, cu Valeriu Pantazi și Ion Pantilie
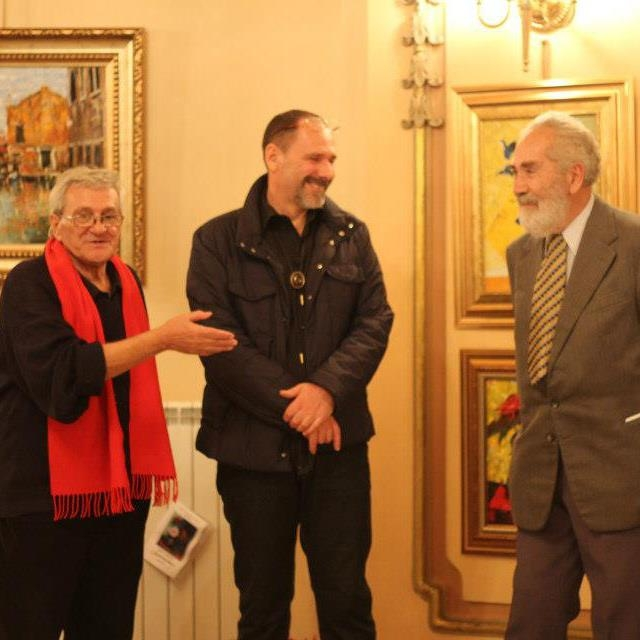
Vernisaj la Palatul Cercului Militar Național cu Valeriu Pantazi și Ilie Roșianu din 3 noiembrie 2012

## Galerie imagini

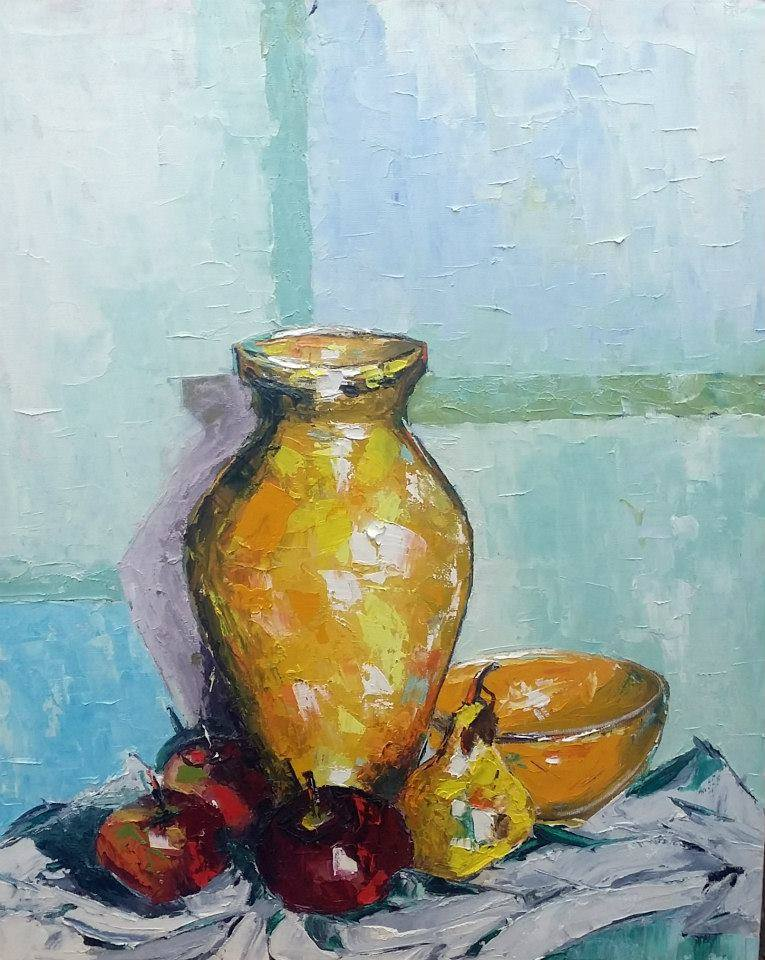
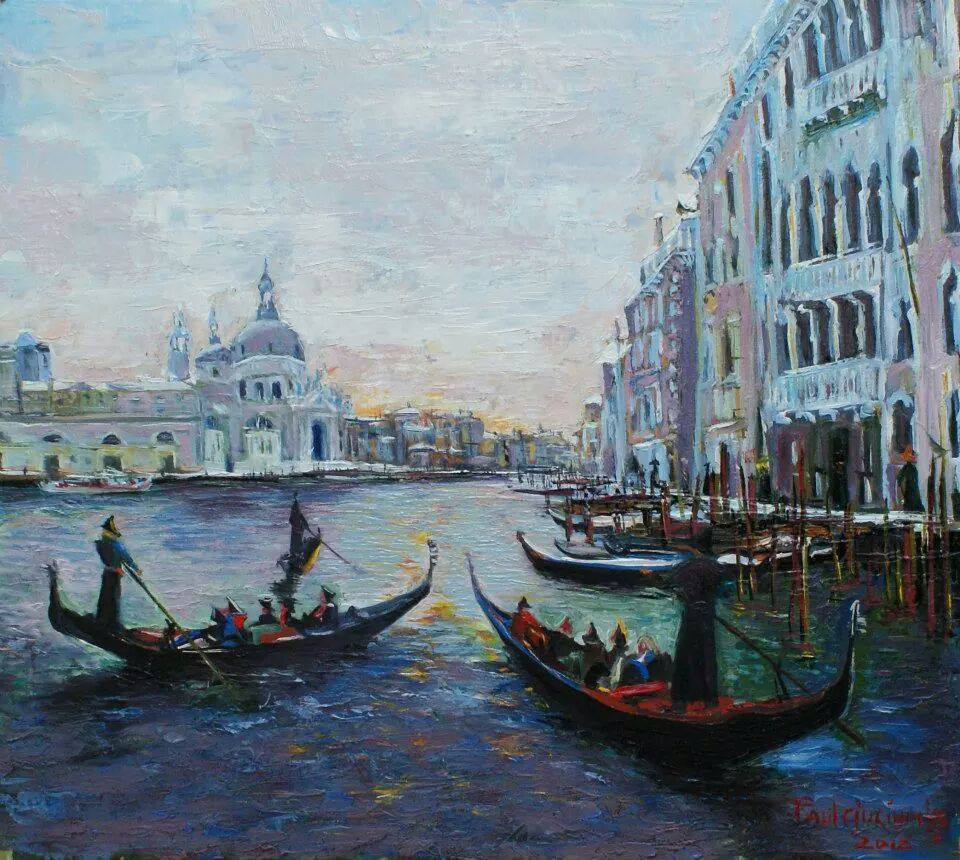
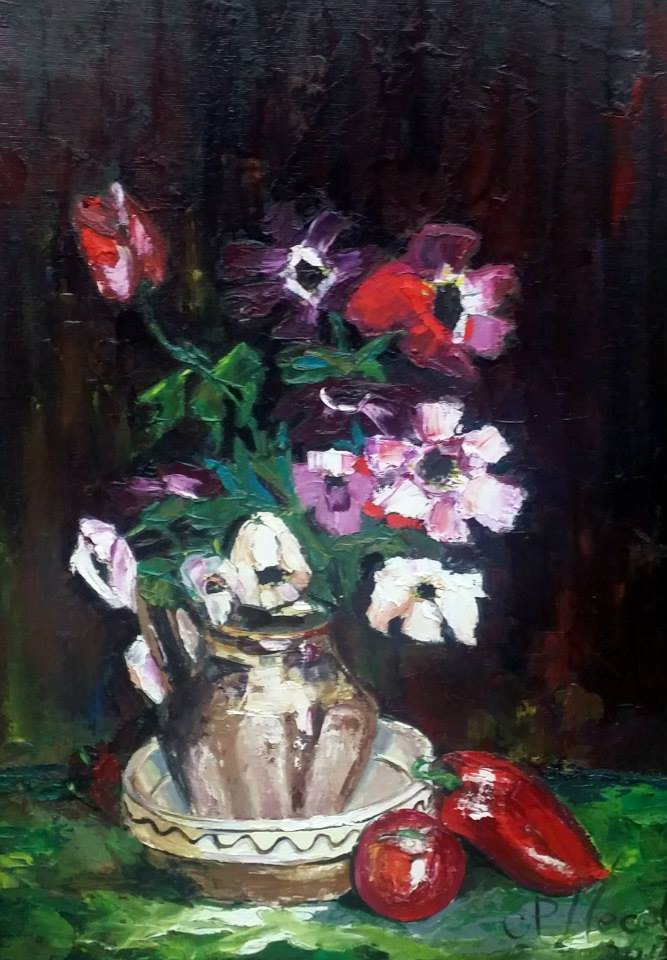
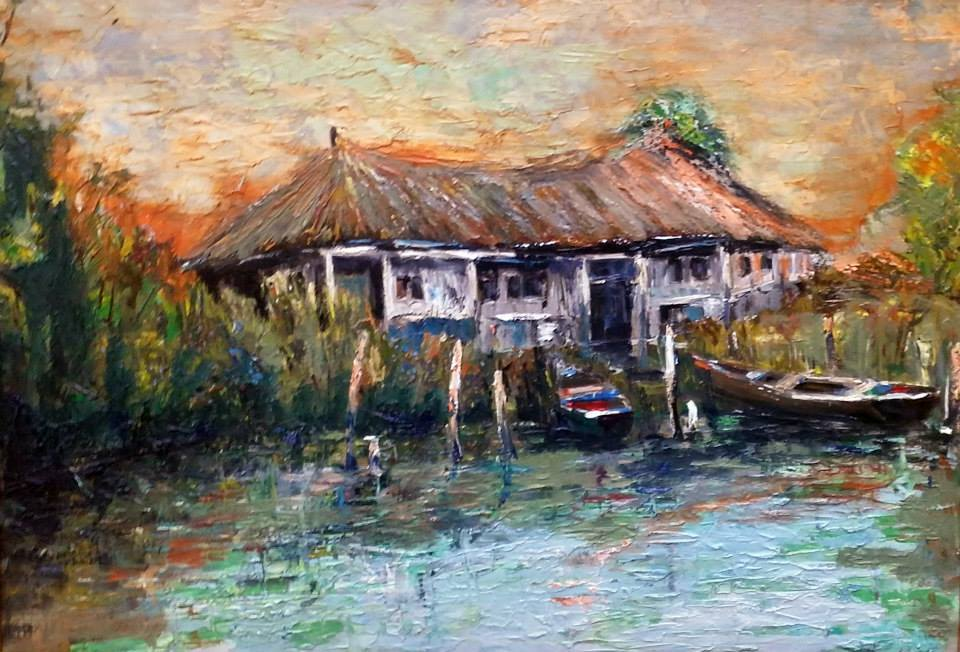
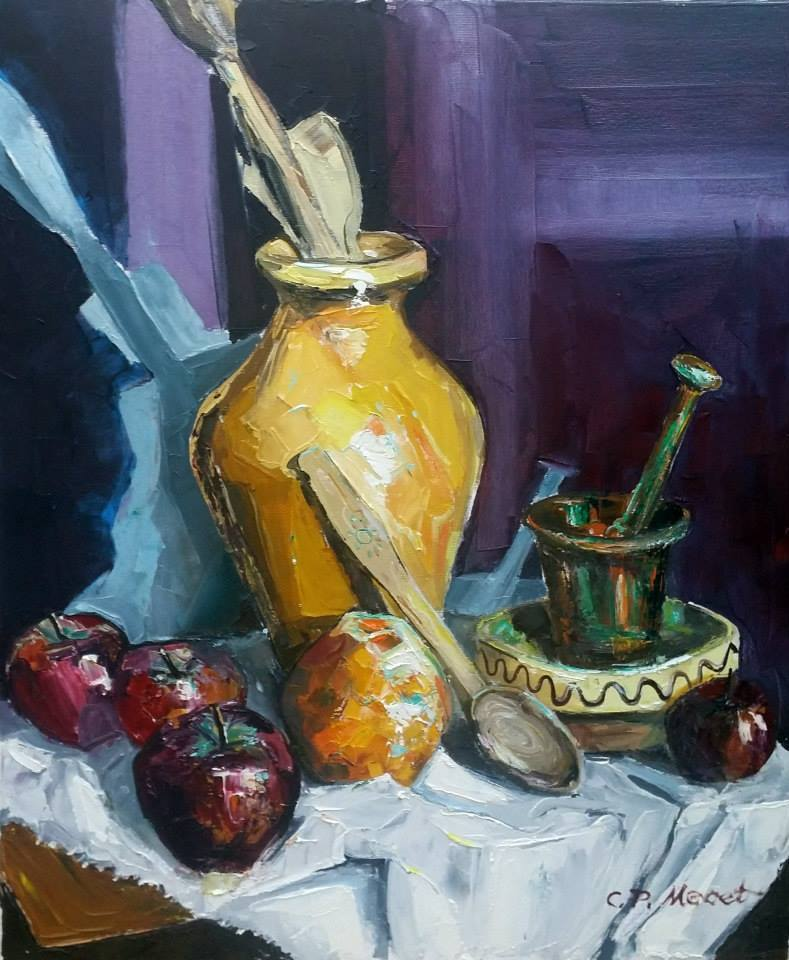
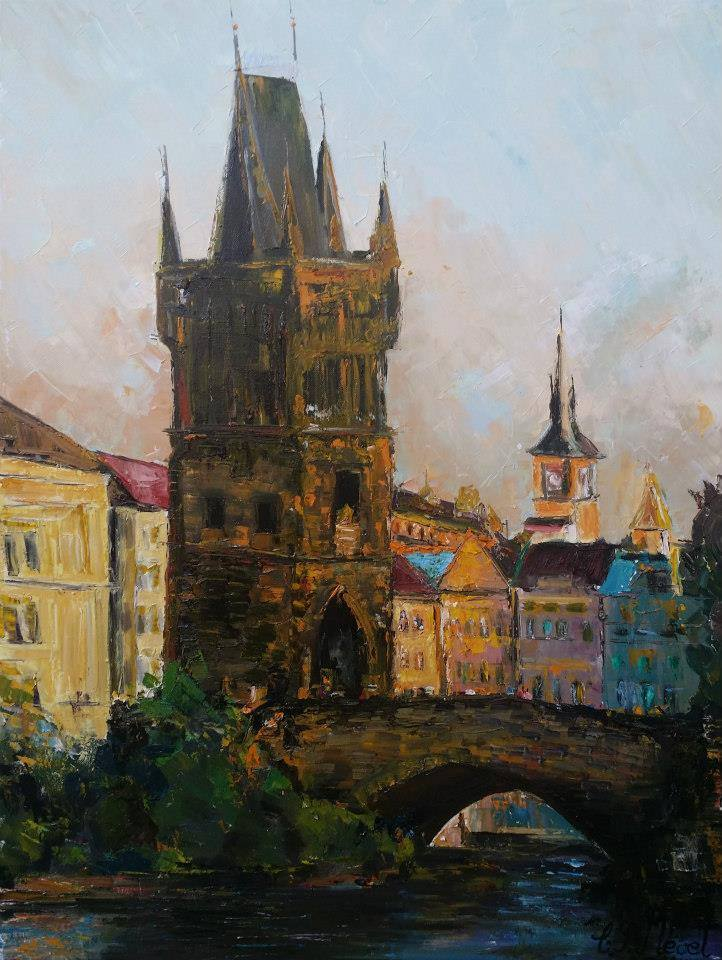
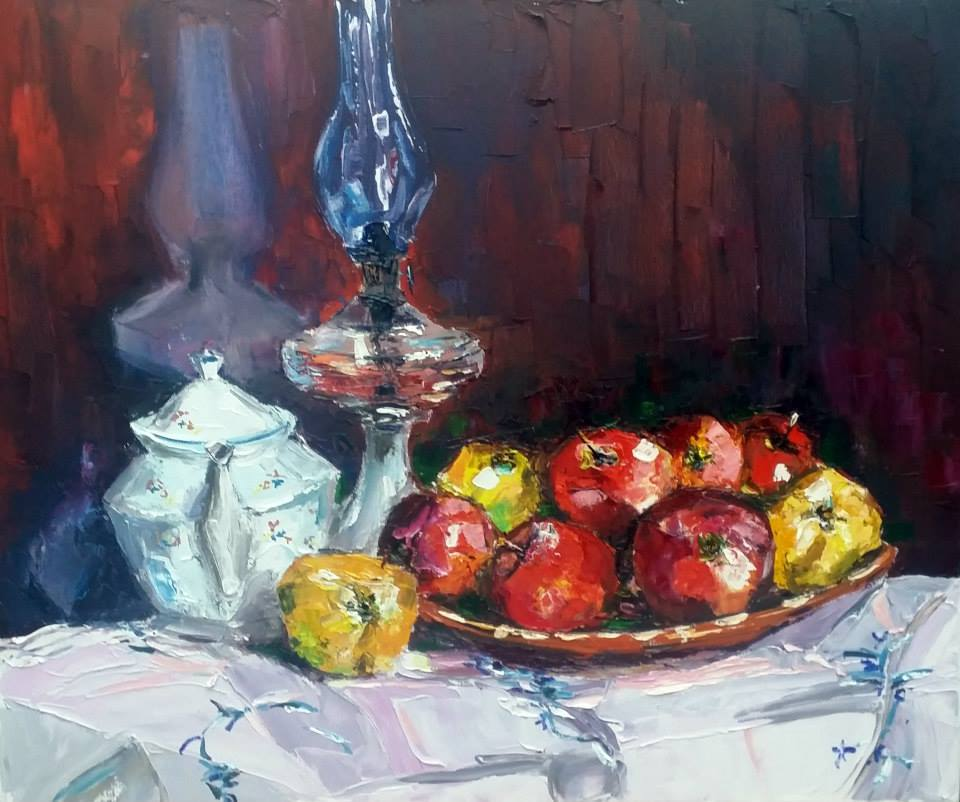
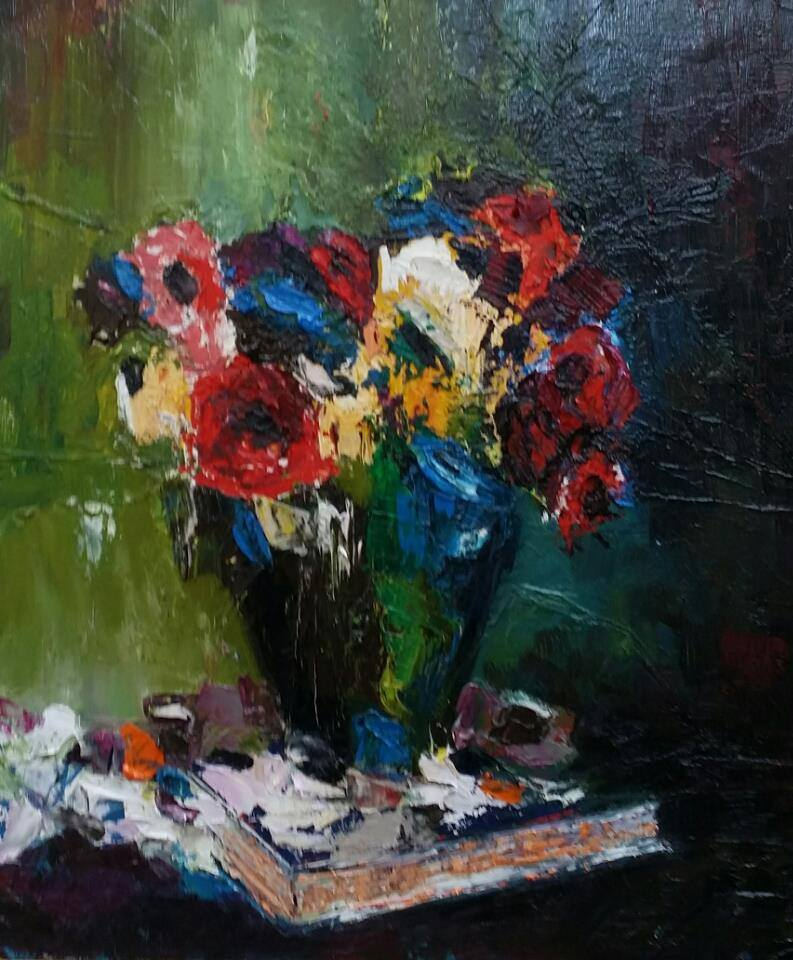
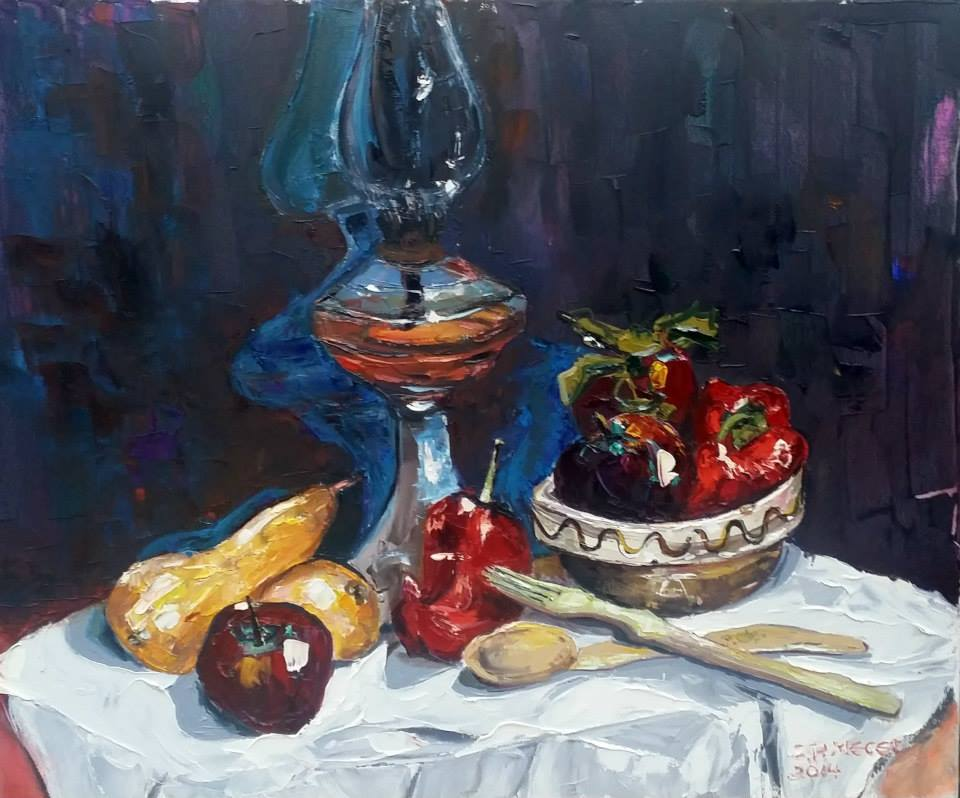
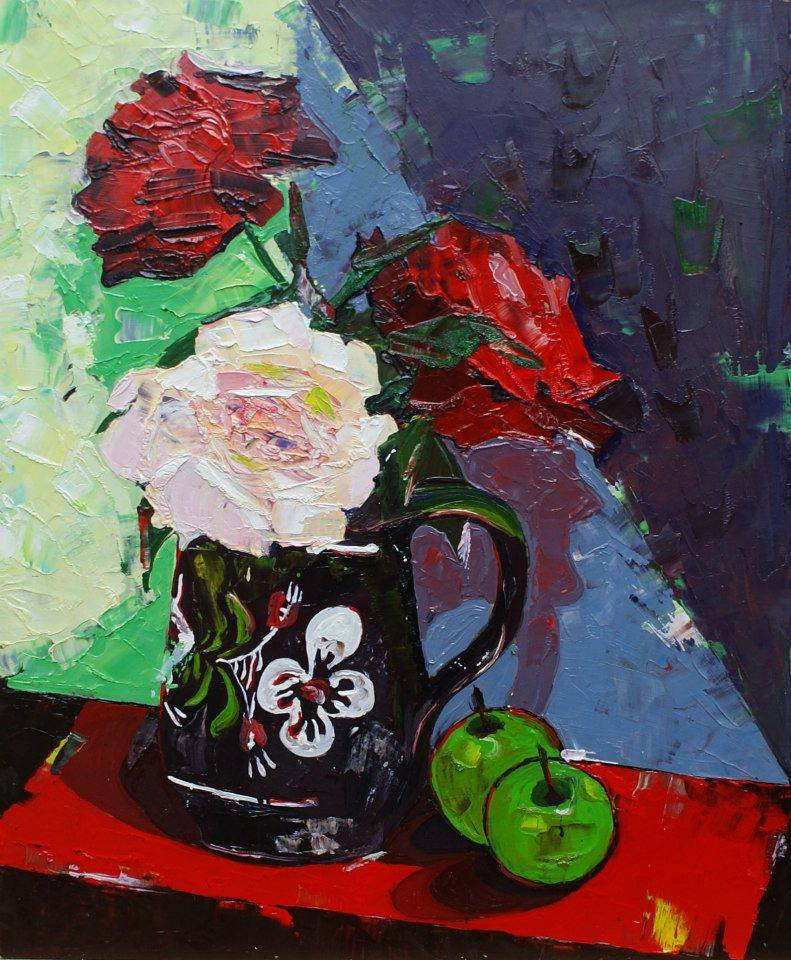

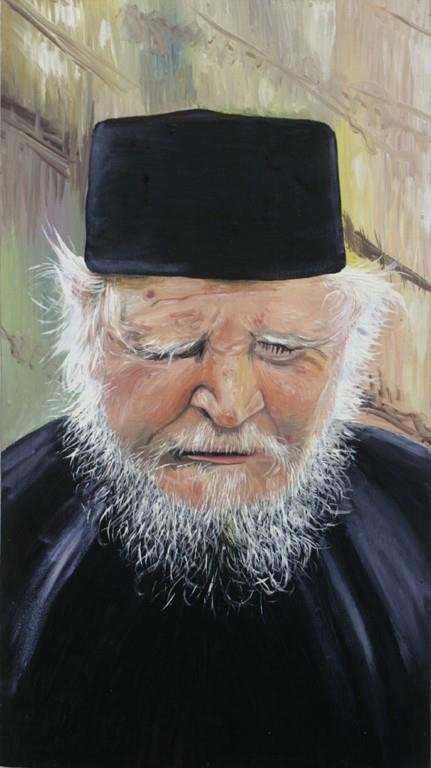
Teofil Părăian
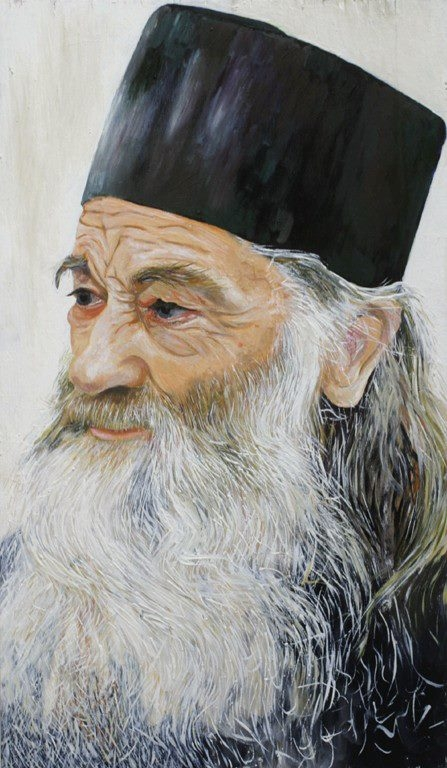
Iustin Pârvu
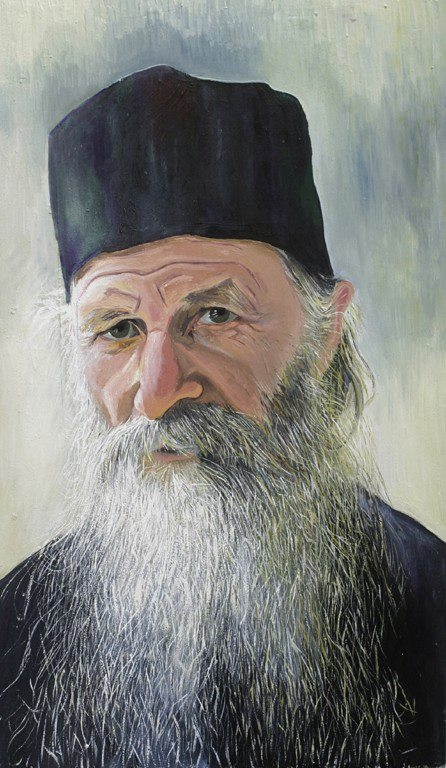
Ioanichie Bălan
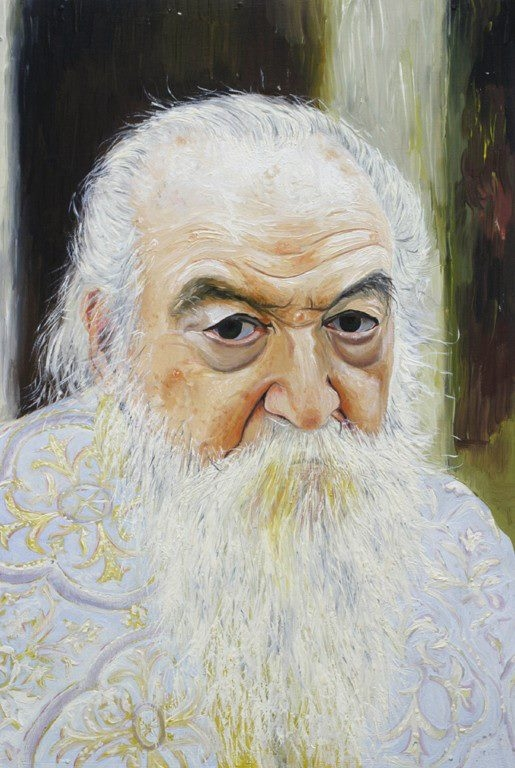
Adrian Făgețeanu
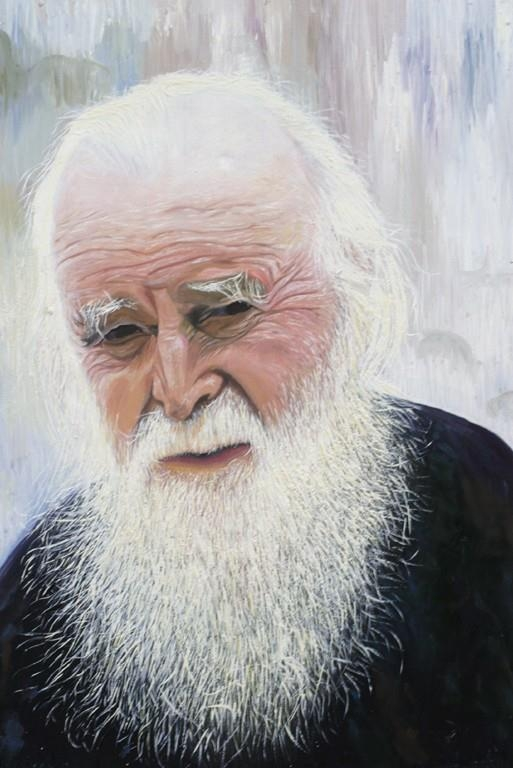
Sofian Boghiu
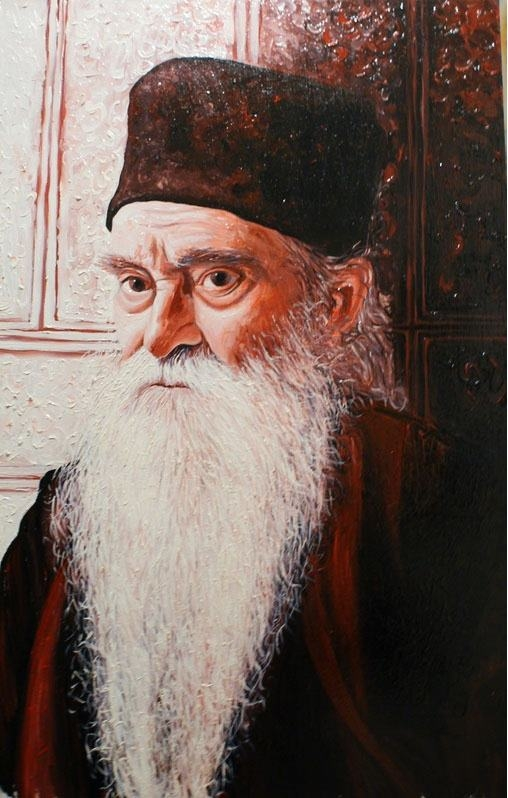
Arsenie Papacioc
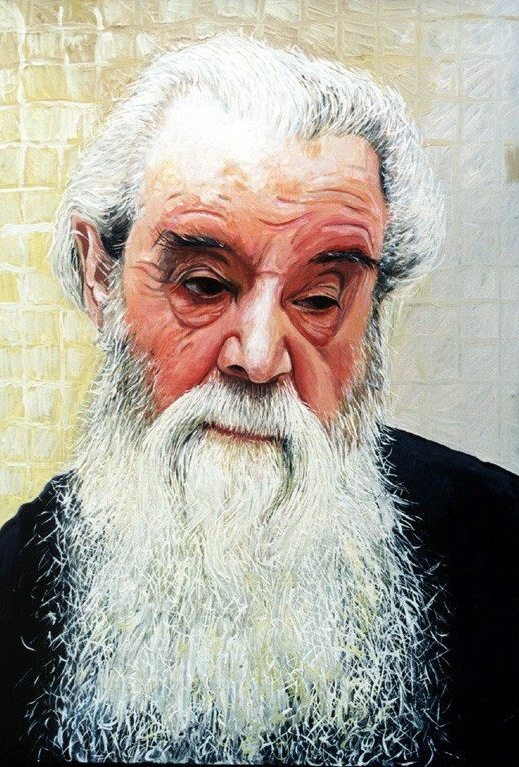
Constantin Galeriu
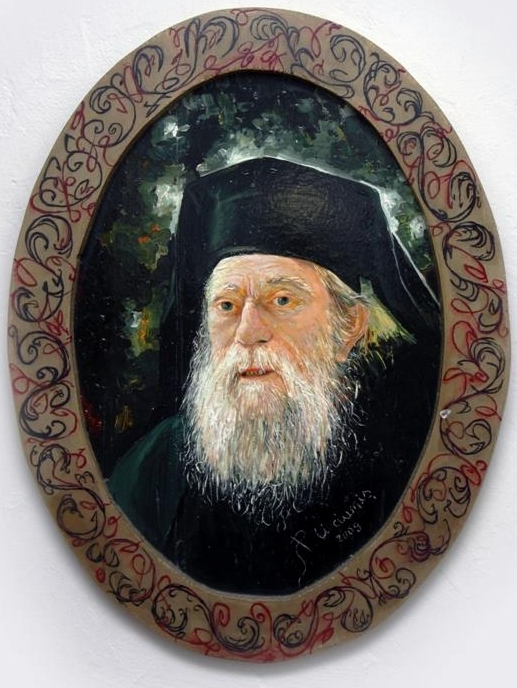
Mina Dobzeu
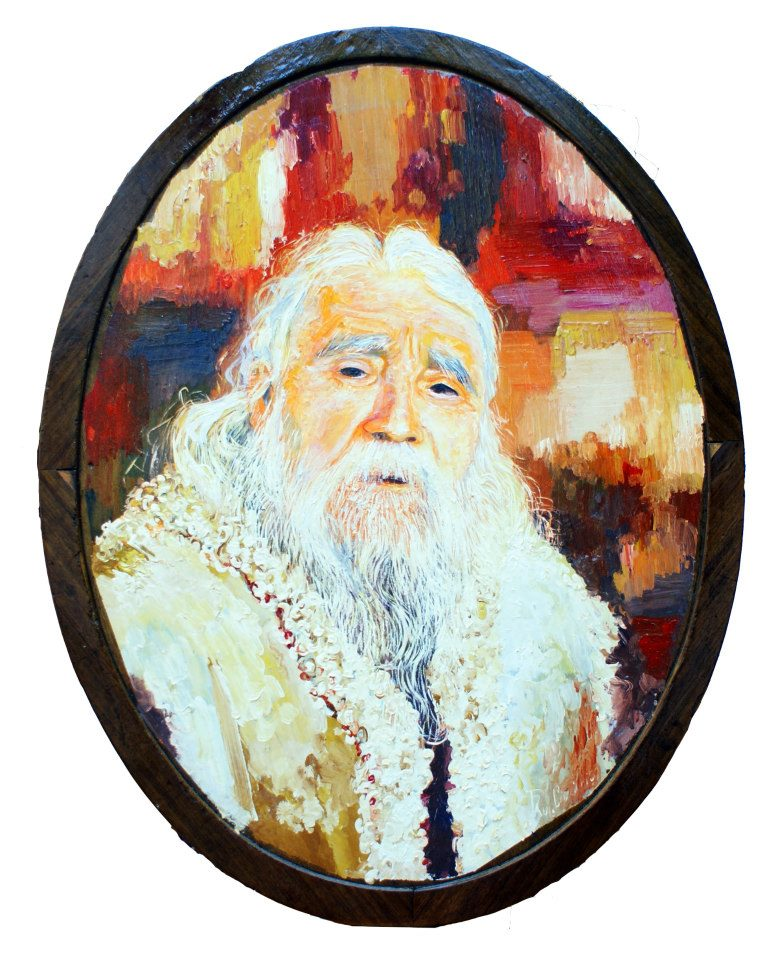
Cleopa Ilie

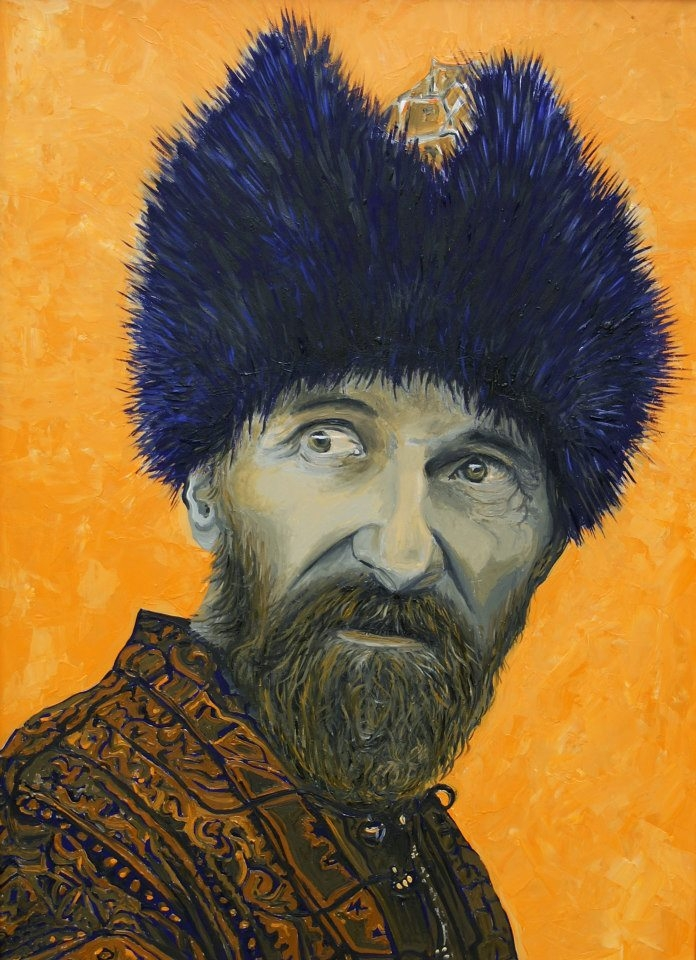
Cneazul
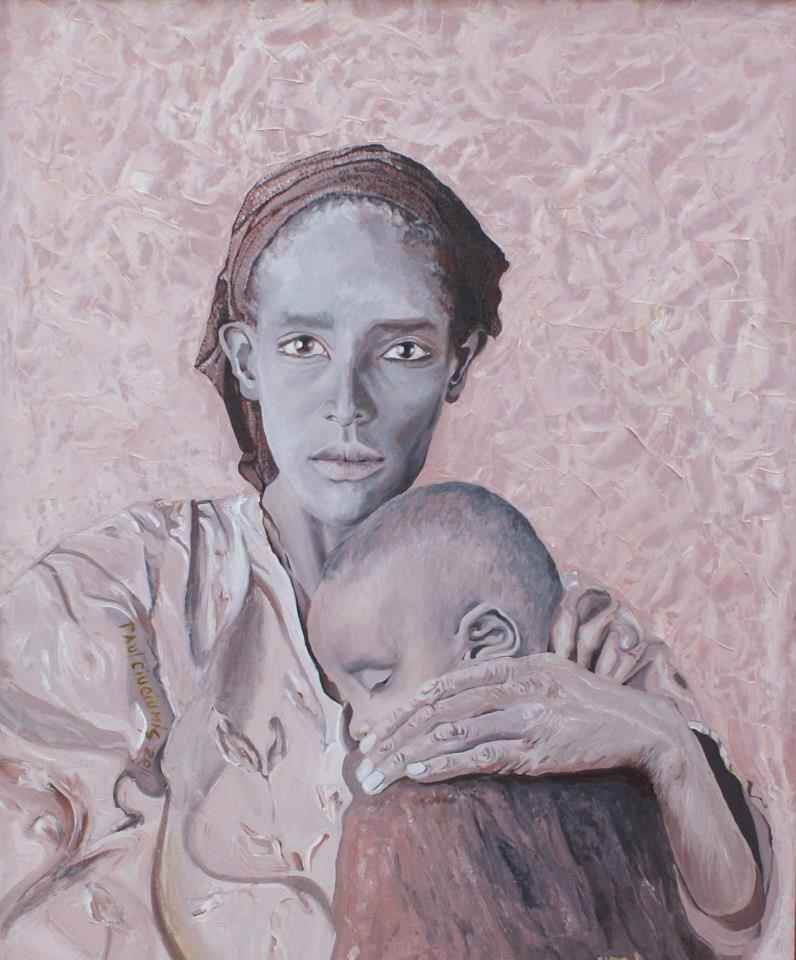
Maternitate
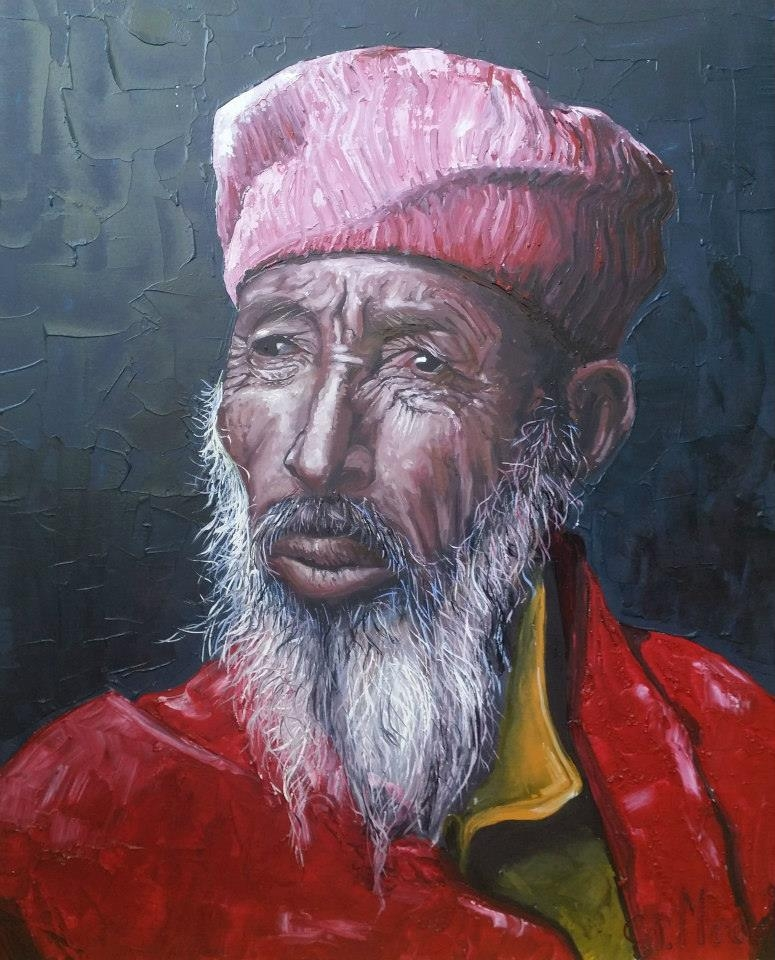
Portret de mongol (1)
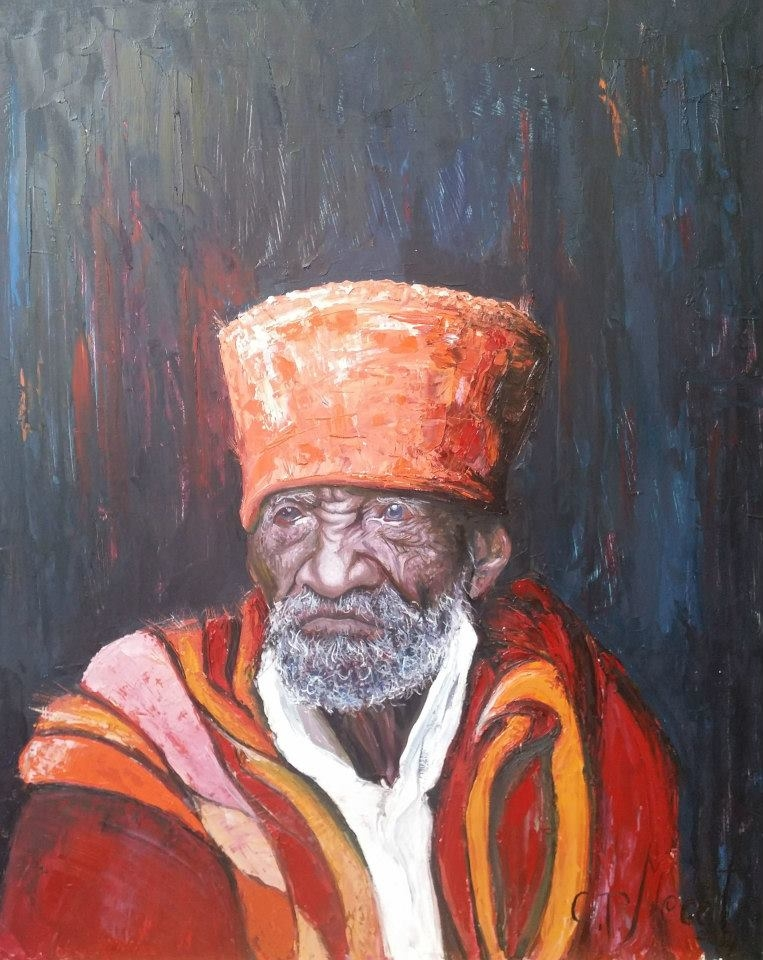
Portret de mongol (2)
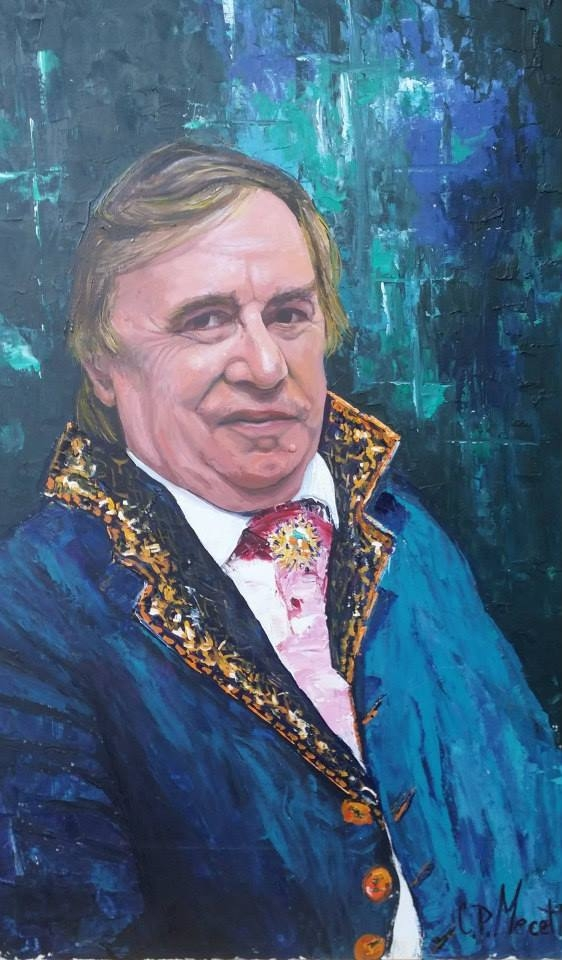
Nicolae Dabija
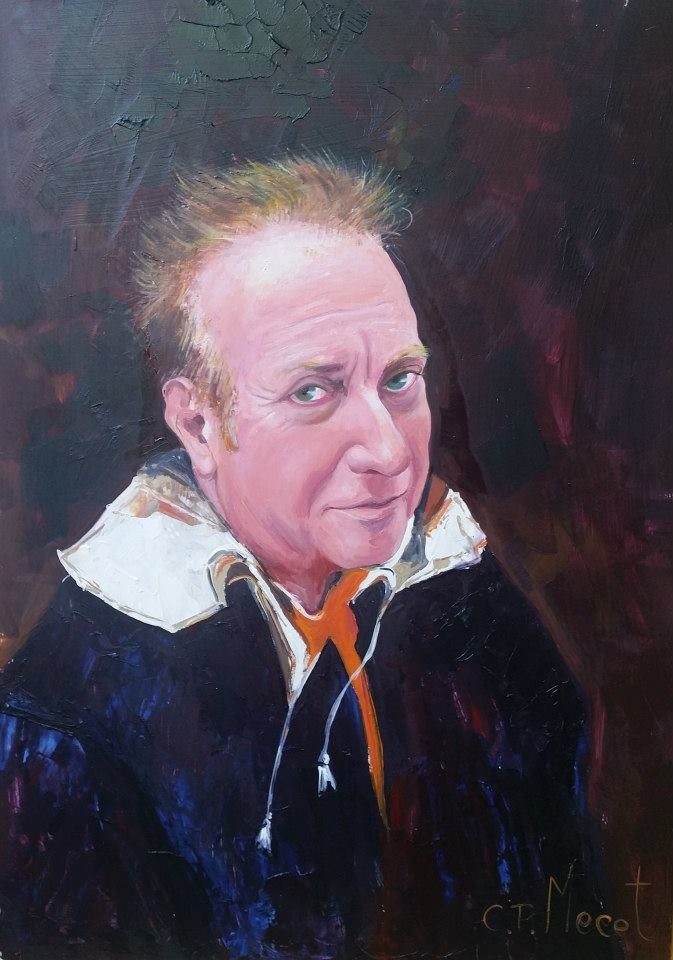
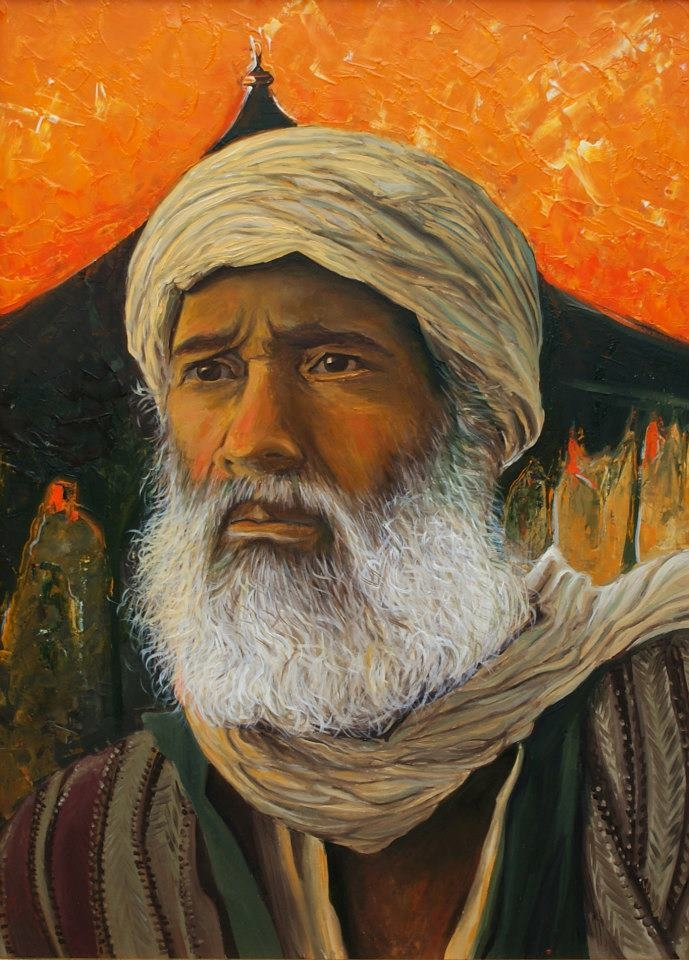
"Prinț arab"
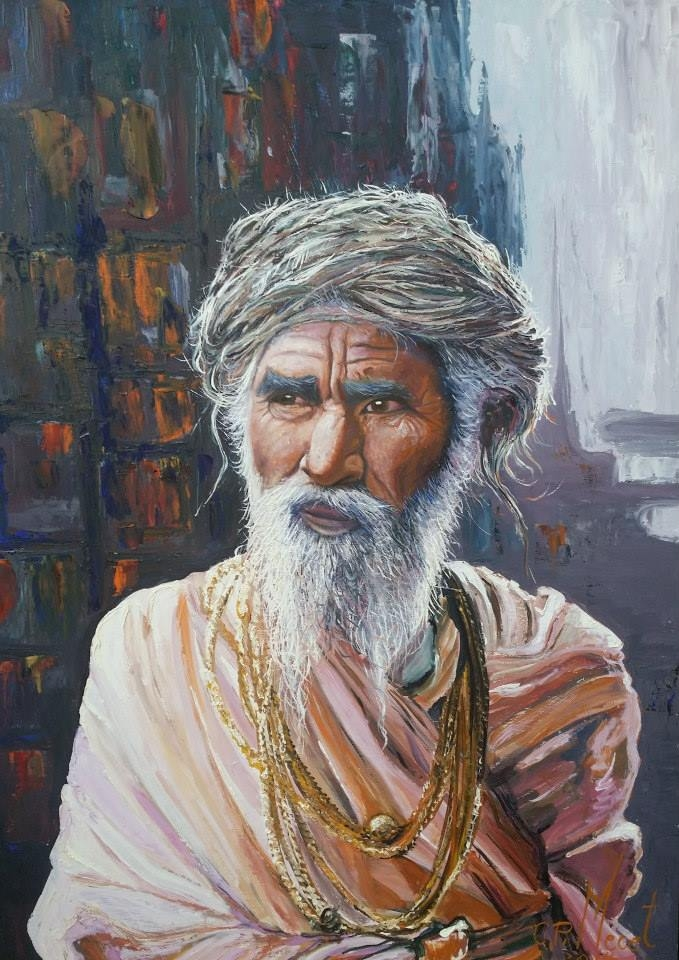
"Beduinul"
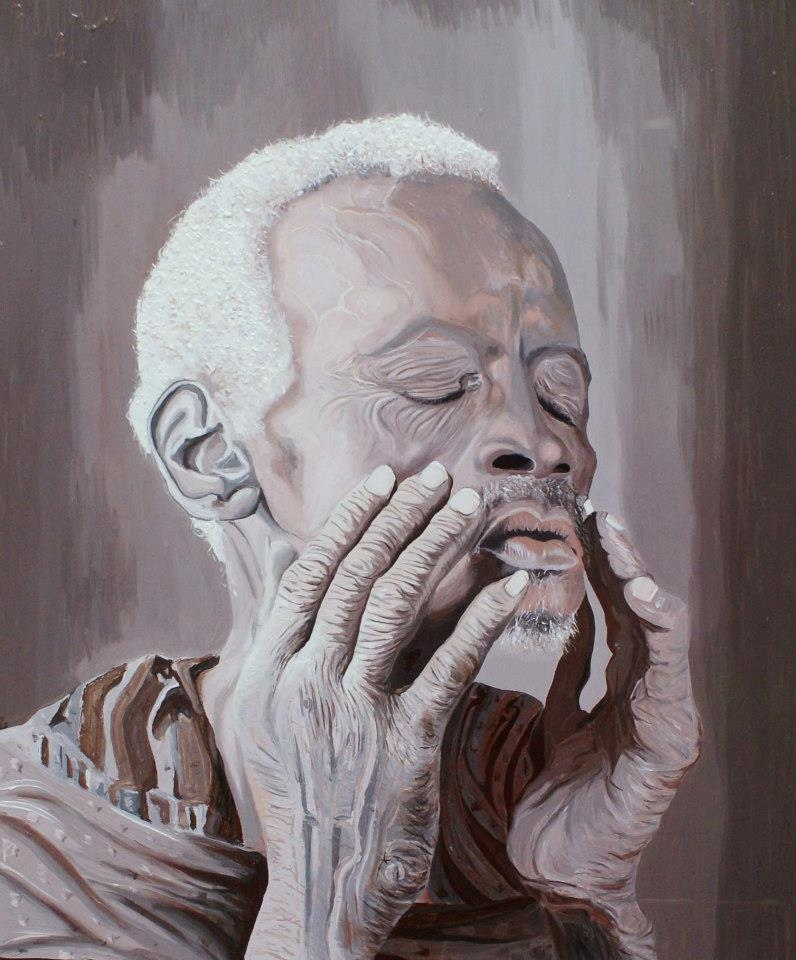
Metamorfoză
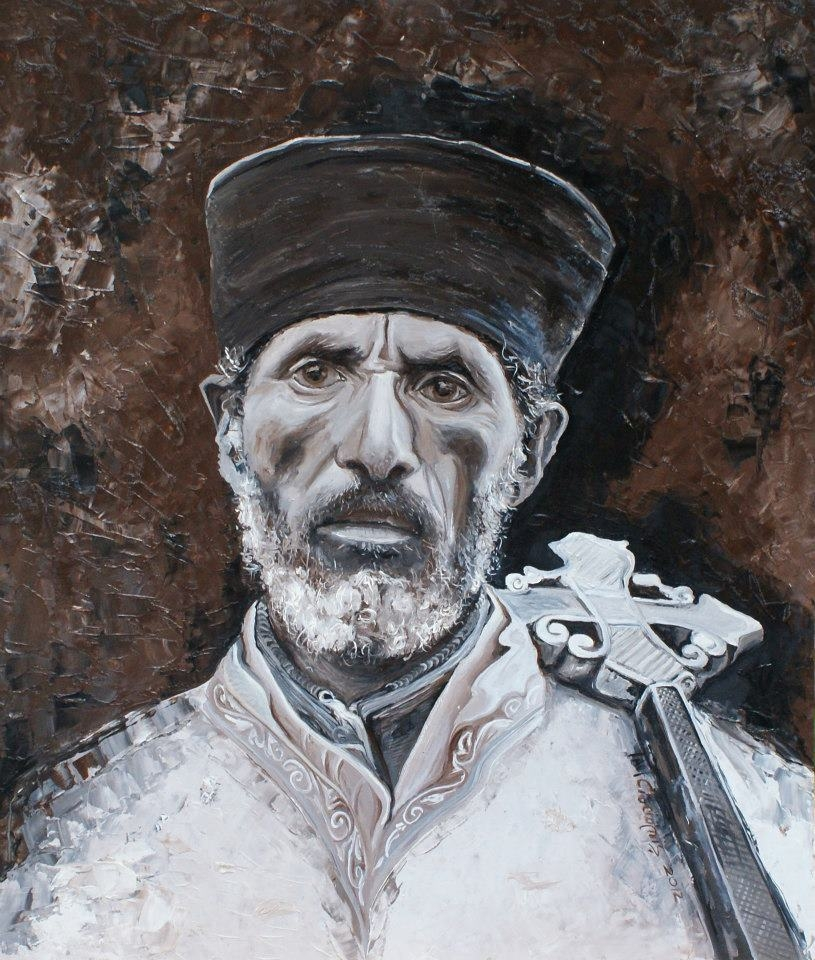
Misionarul
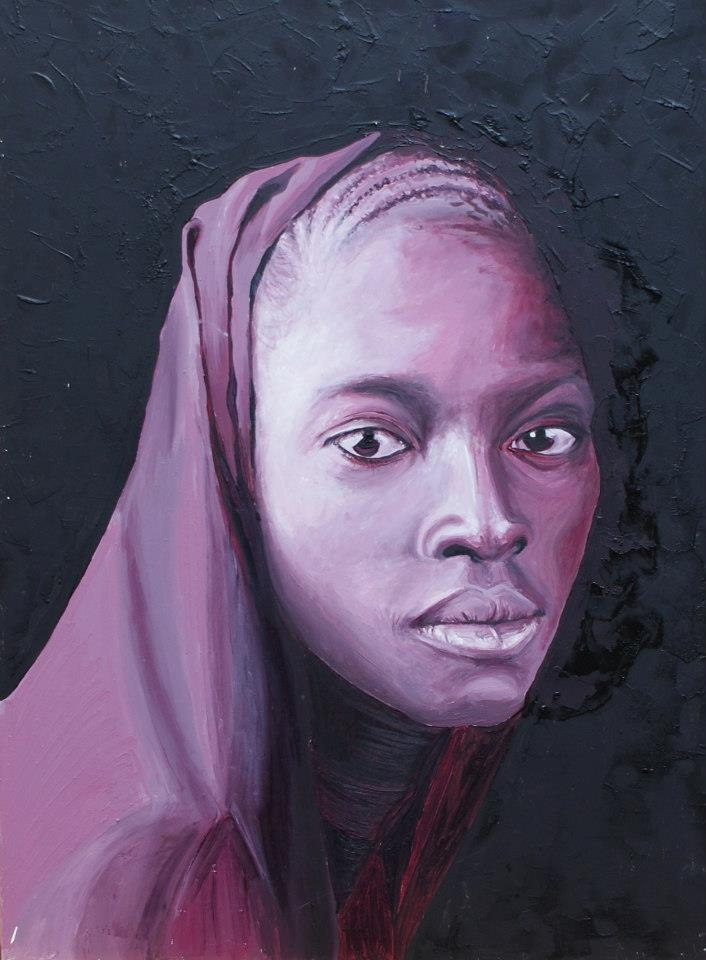
Prințesa africană
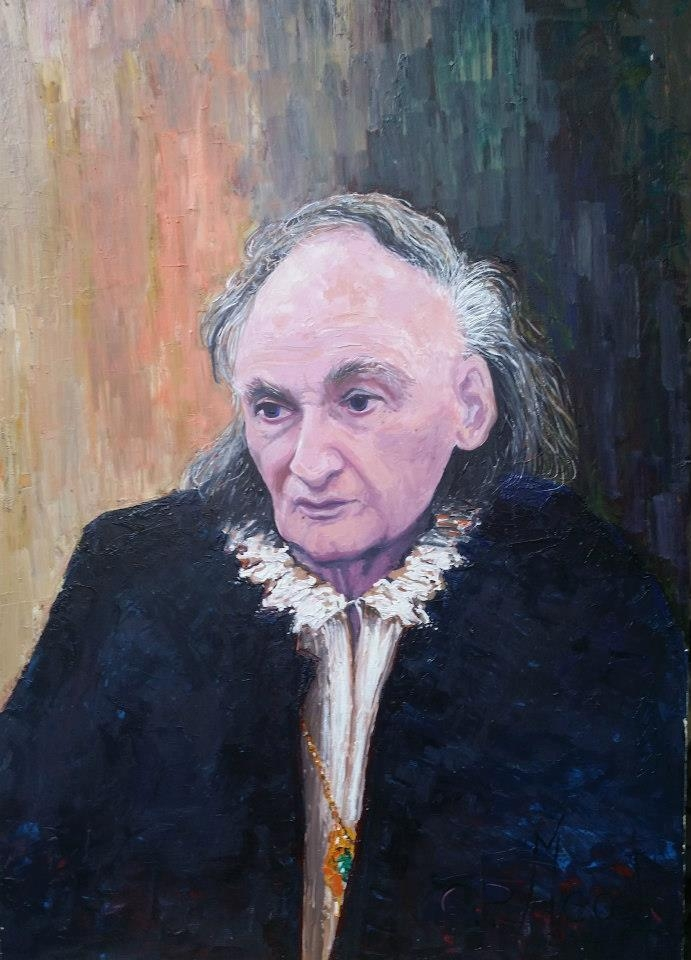
Grigore Vieru
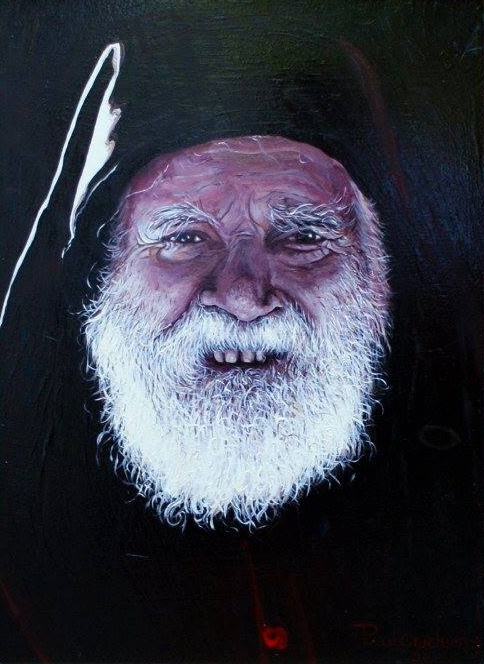
„Întâmpinare”

Expoziția personală de la Sala Brâncuși - Palatul Parlamentului - 2017
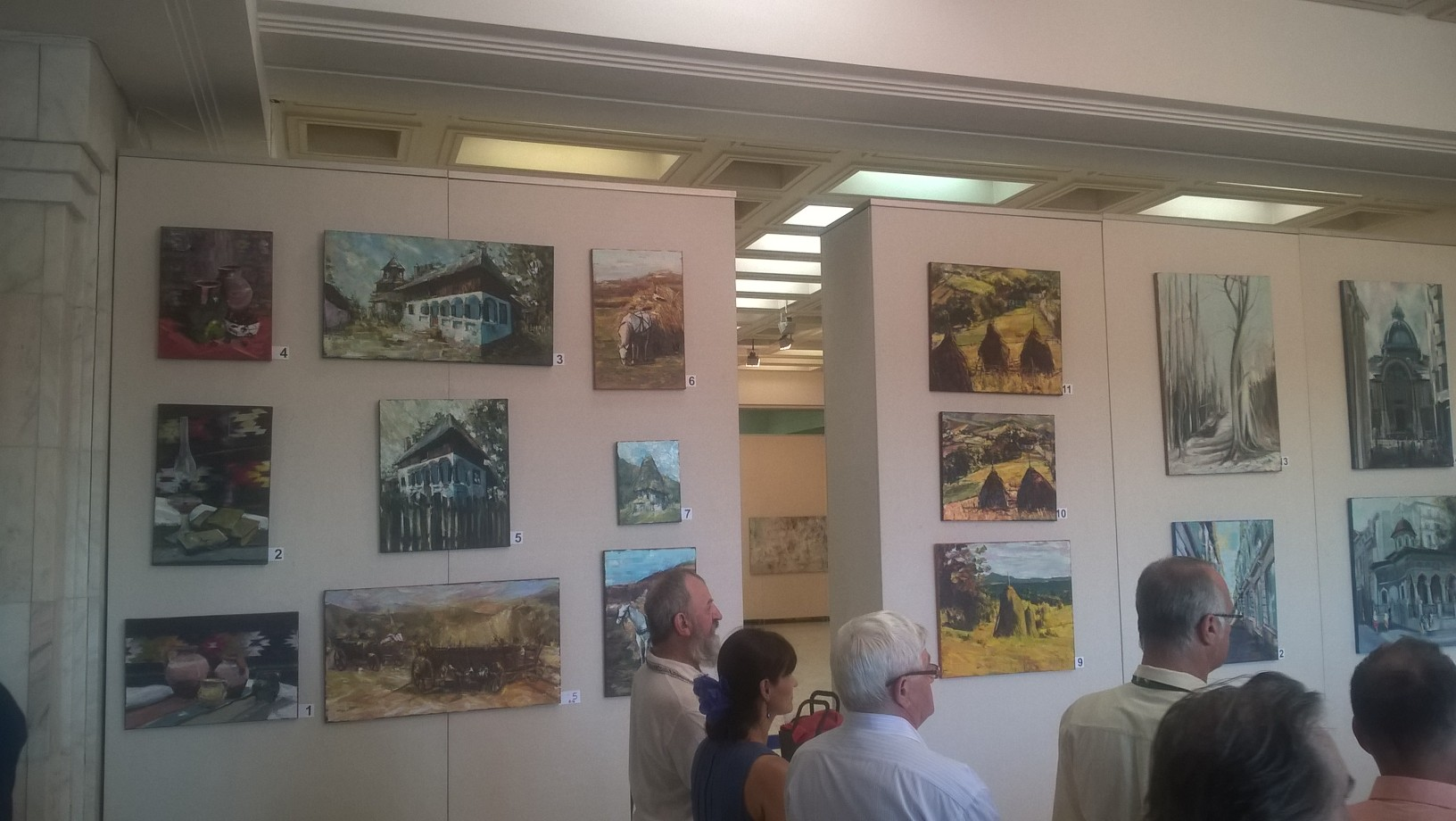
Vernisaj 3 august 2017 (1)
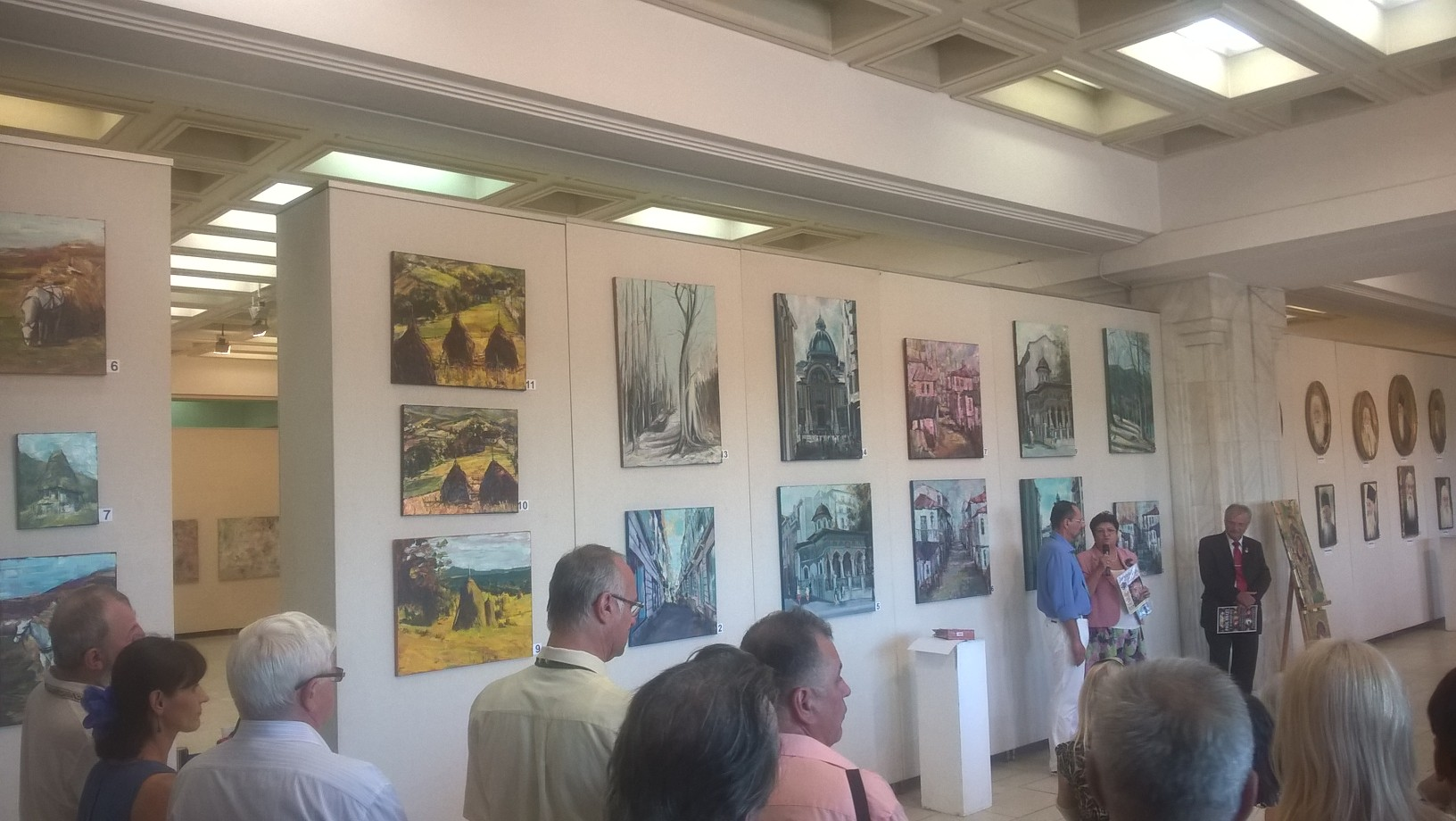
... (2)
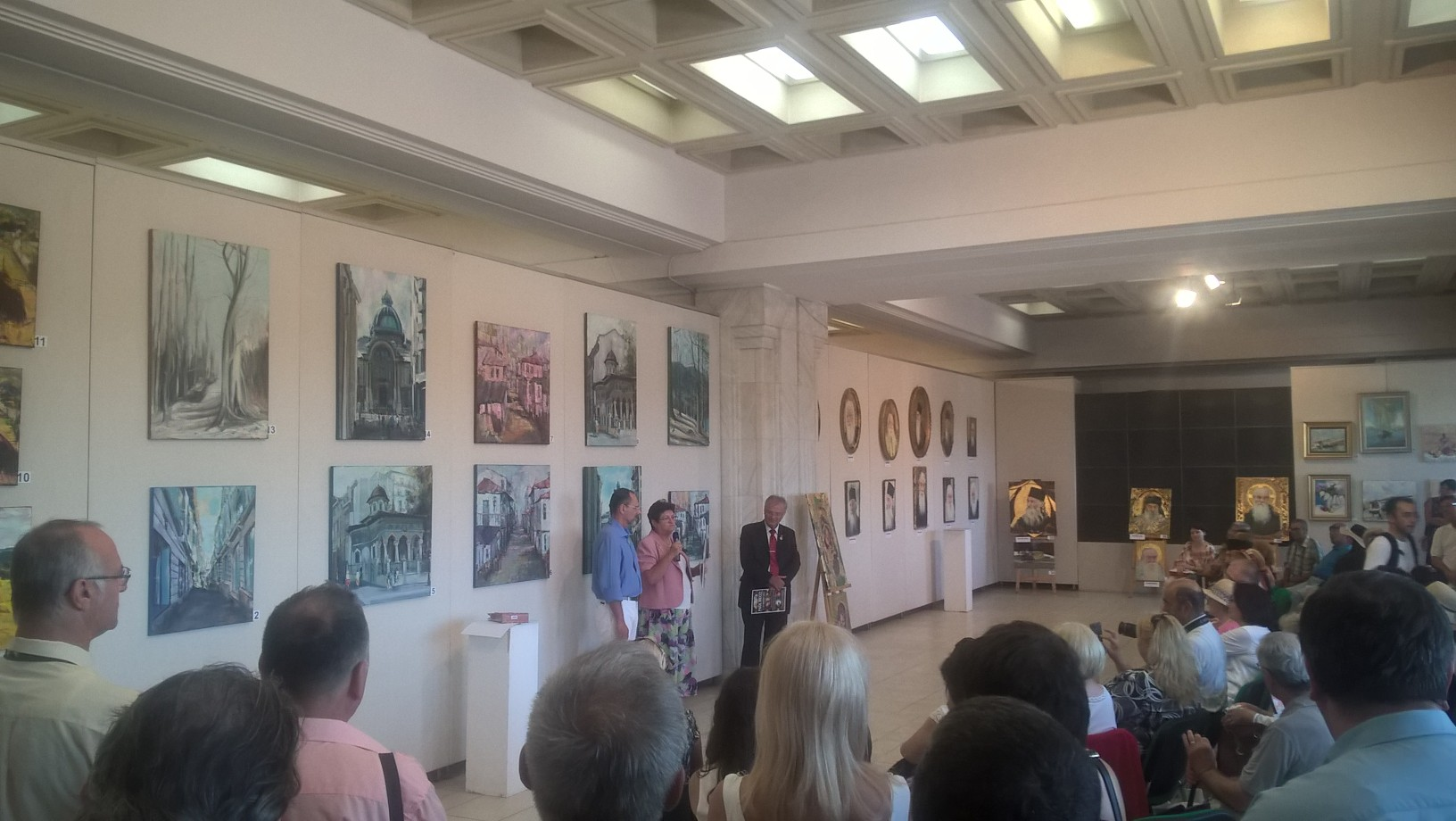
... (3)
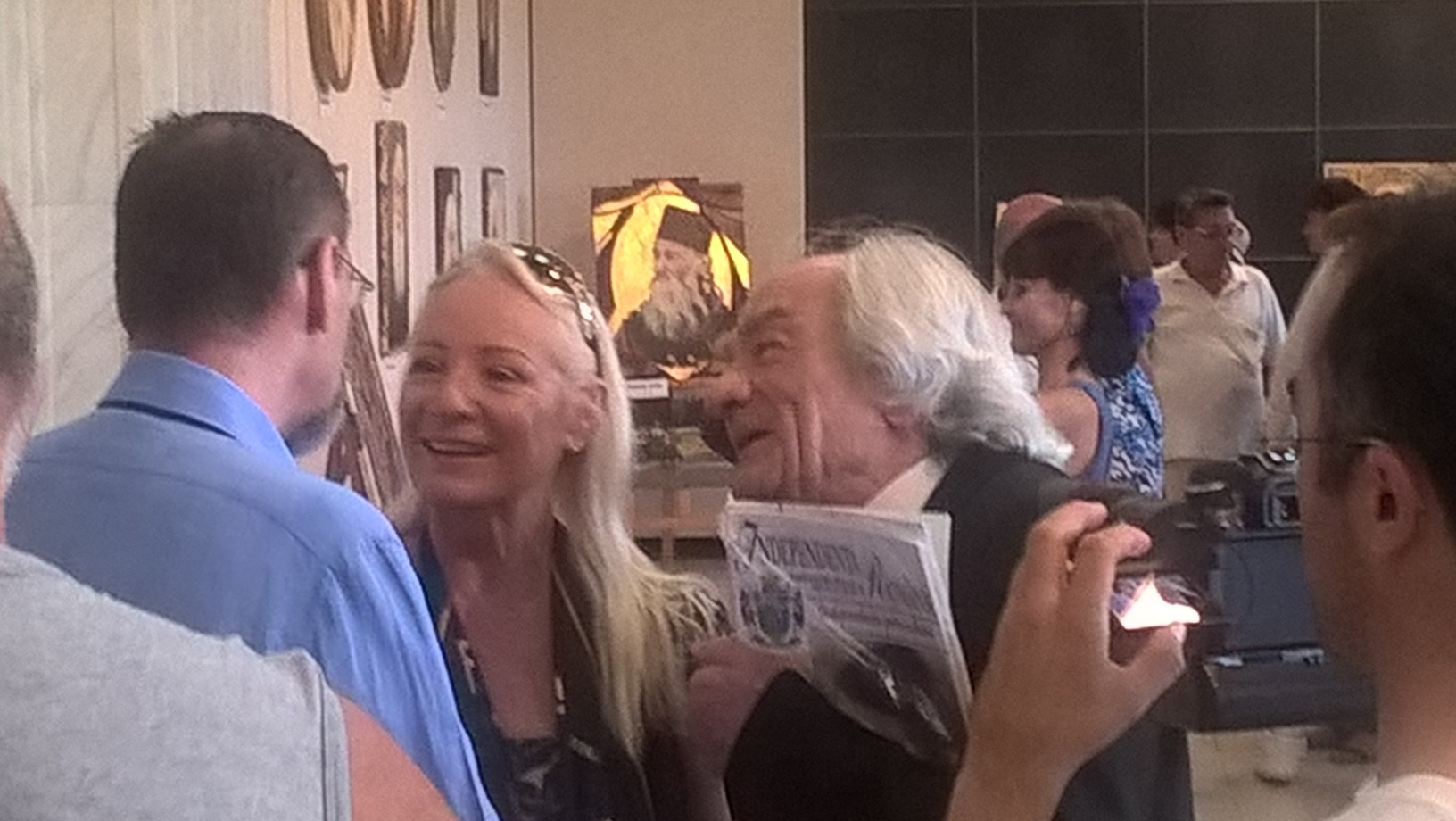
Paul Mecet cu Leon Dănăilă